# Хараула
Хараула (груз. ხარაულა) — село в Кедском муниципалитете Грузии.

## География
Село находится на левом берегу реки Аджарисцкали, на расстоянии в 23 километрах от посёлка городского типа Кеда, административного центра муниципалитета. Абсолютная высота — 880 метров над уровнем моря.

## Население
По данным переписи населения 2014 года, в селе проживает 639 человек.
| Год  | Население | Мужчины | Женщины |
| ---- | --------- | ------- | ------- |
| 2002 | 811       | 401     | 410     |
| 2014 | ↘639      | 327     | 312     |